# Fittonia albivenis
Fittonia albivenis là một loài thực vật có hoa trong họ Ô rô. Loài này được (Lindl. ex Veitch) Brummitt mô tả khoa học đầu tiên năm 1979.

## Hình ảnh

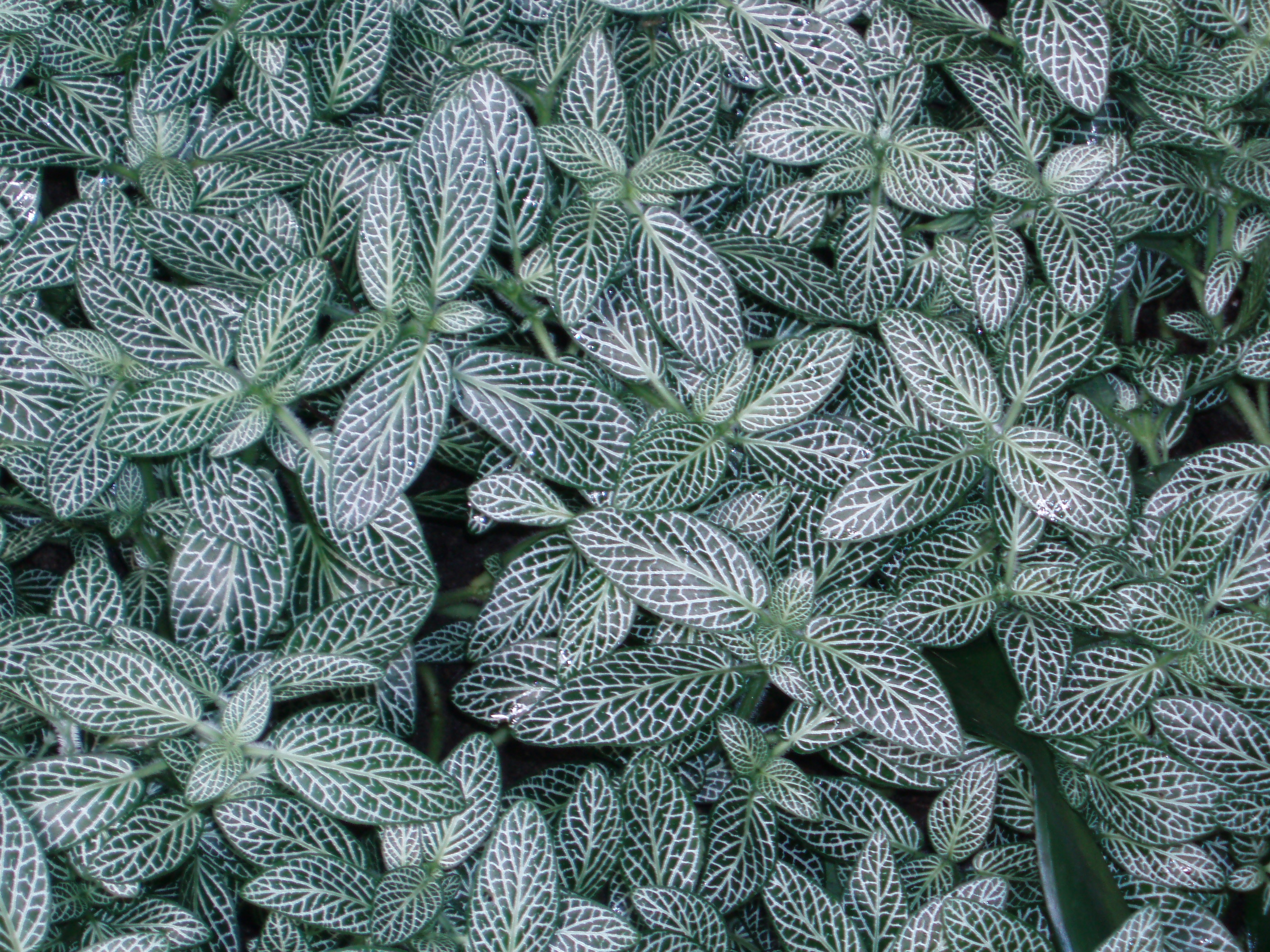
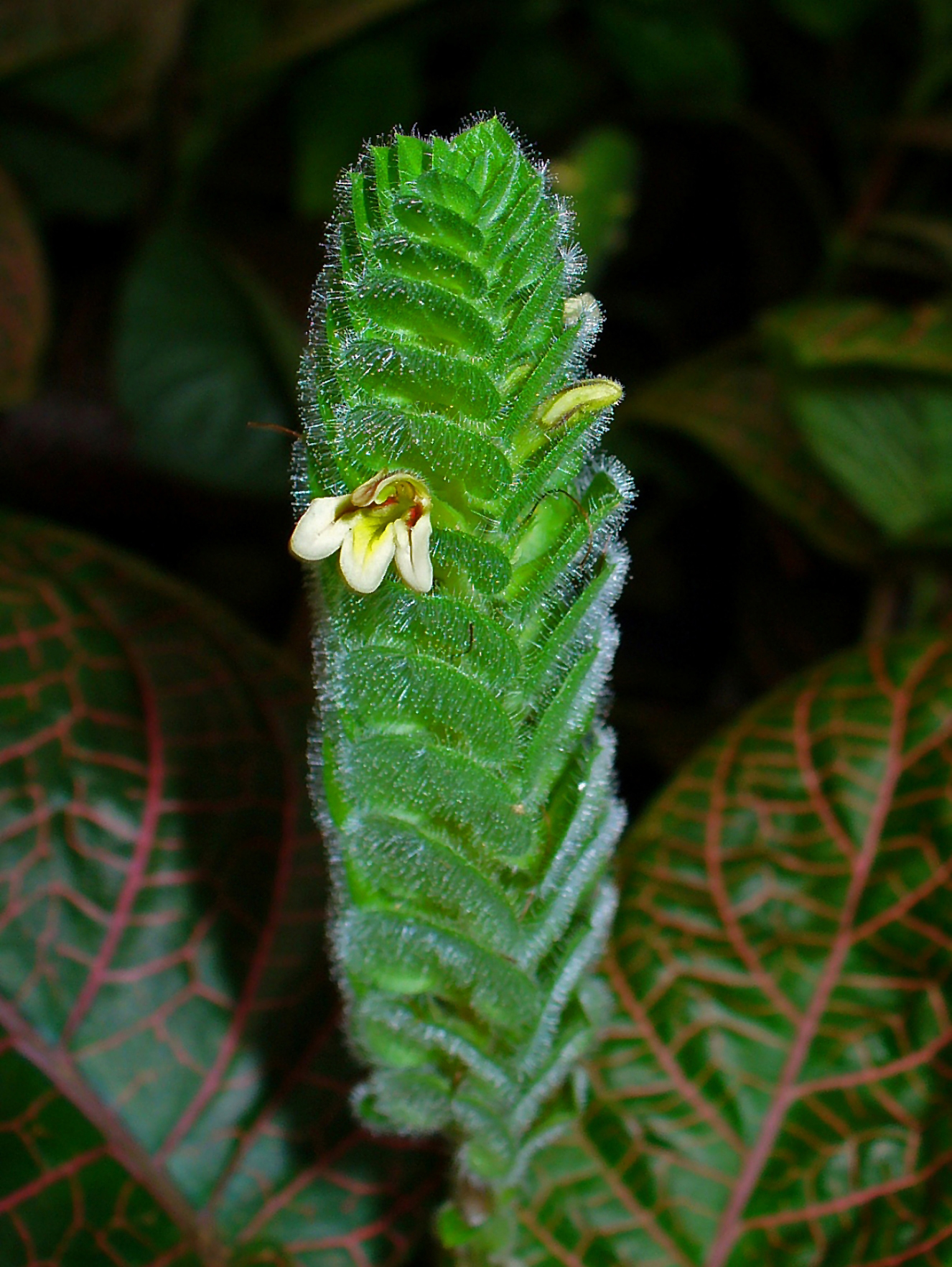
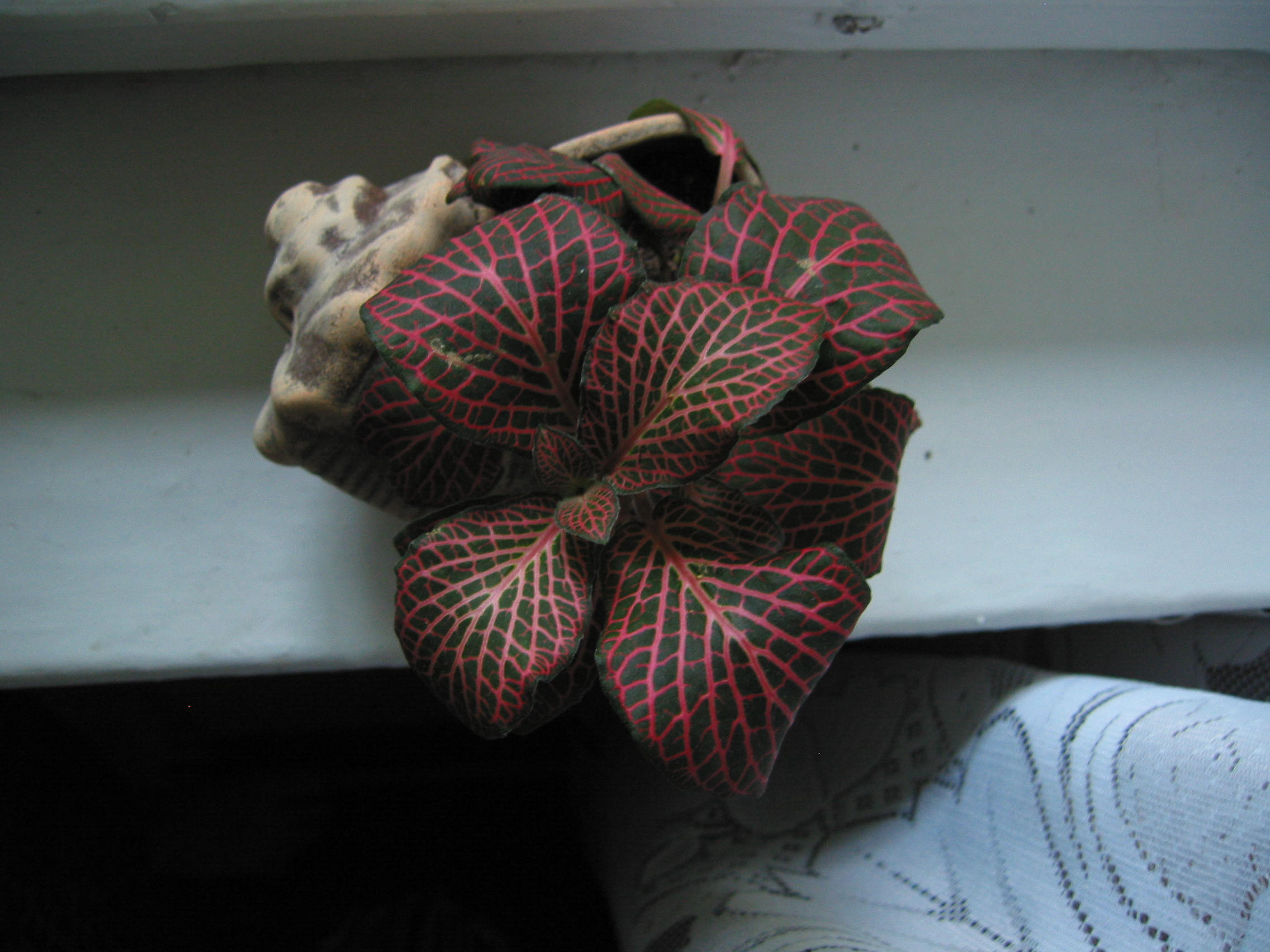
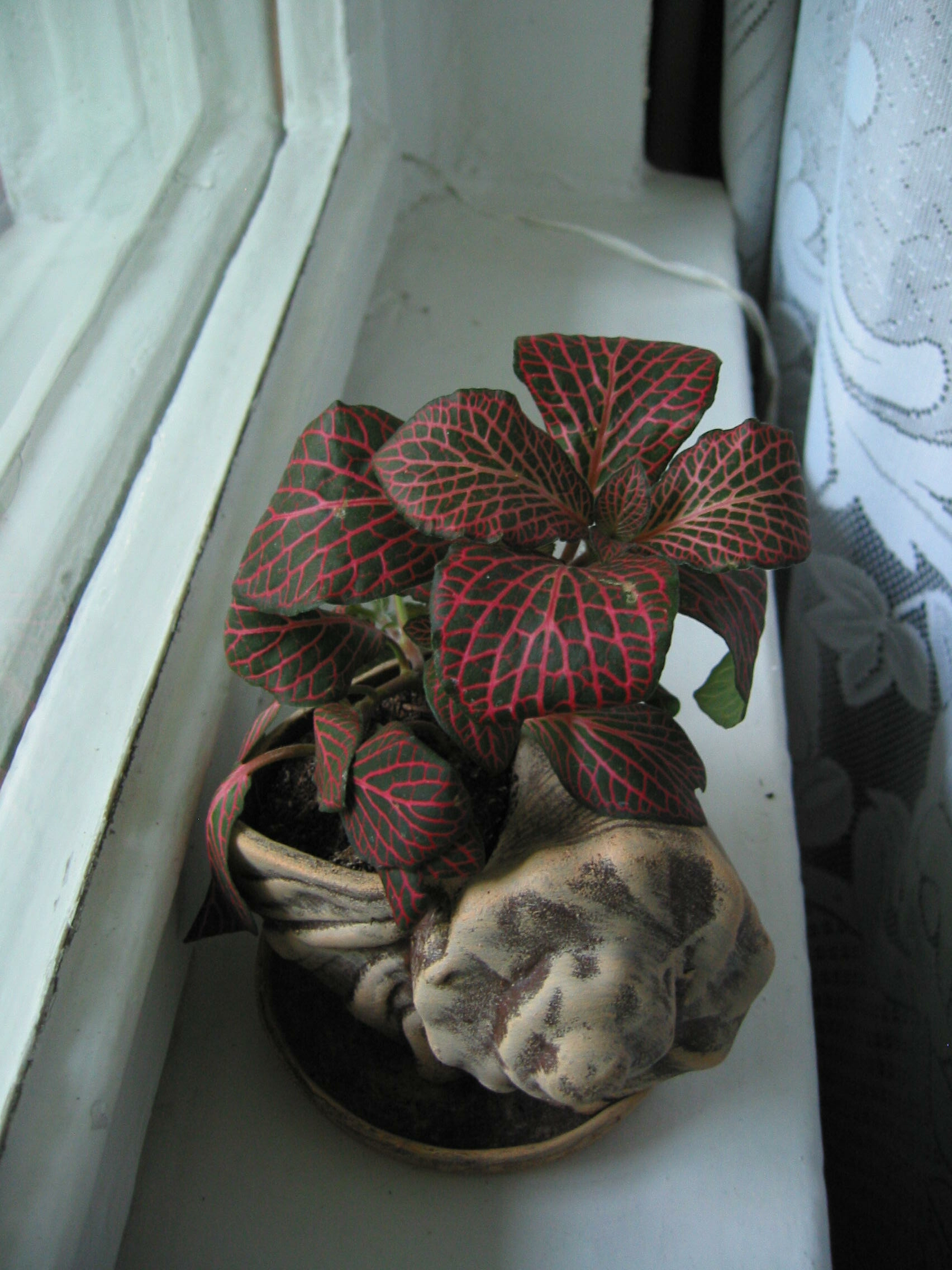